# Danny Rose
Danniel Lee "Danny" Rose (n. 2 iulie 1990, Doncaster, Anglia, Regatul Unit) este un fotbalist englez care joacă ca lateral stânga la Watford F. C. din Premier League.